# Osiedle Batorego (Nowy Tomyśl)
Osiedle Stefana Batorego – osiedle położone w zachodniej części Nowego Tomyśla. Główną osią rozplanowania osiedla jest ulica Stanisława Musiała, twórcy pierwszego powojennego gimnazjum w mieście, a następnie dyrektora tutejszego liceum ogólnokształcącego.
Osiedle nosiło pierwotnie nazwę Świerczewskiego, a pierwsze bloki oddano do użytku w 1964 r. W jego sąsiedztwie, przy ul. Sczanieckiej, wybudowano w latach 1969-71 Zespół Szkół Zawodowych im. Stanisława Staszica.